# وادي الصليب

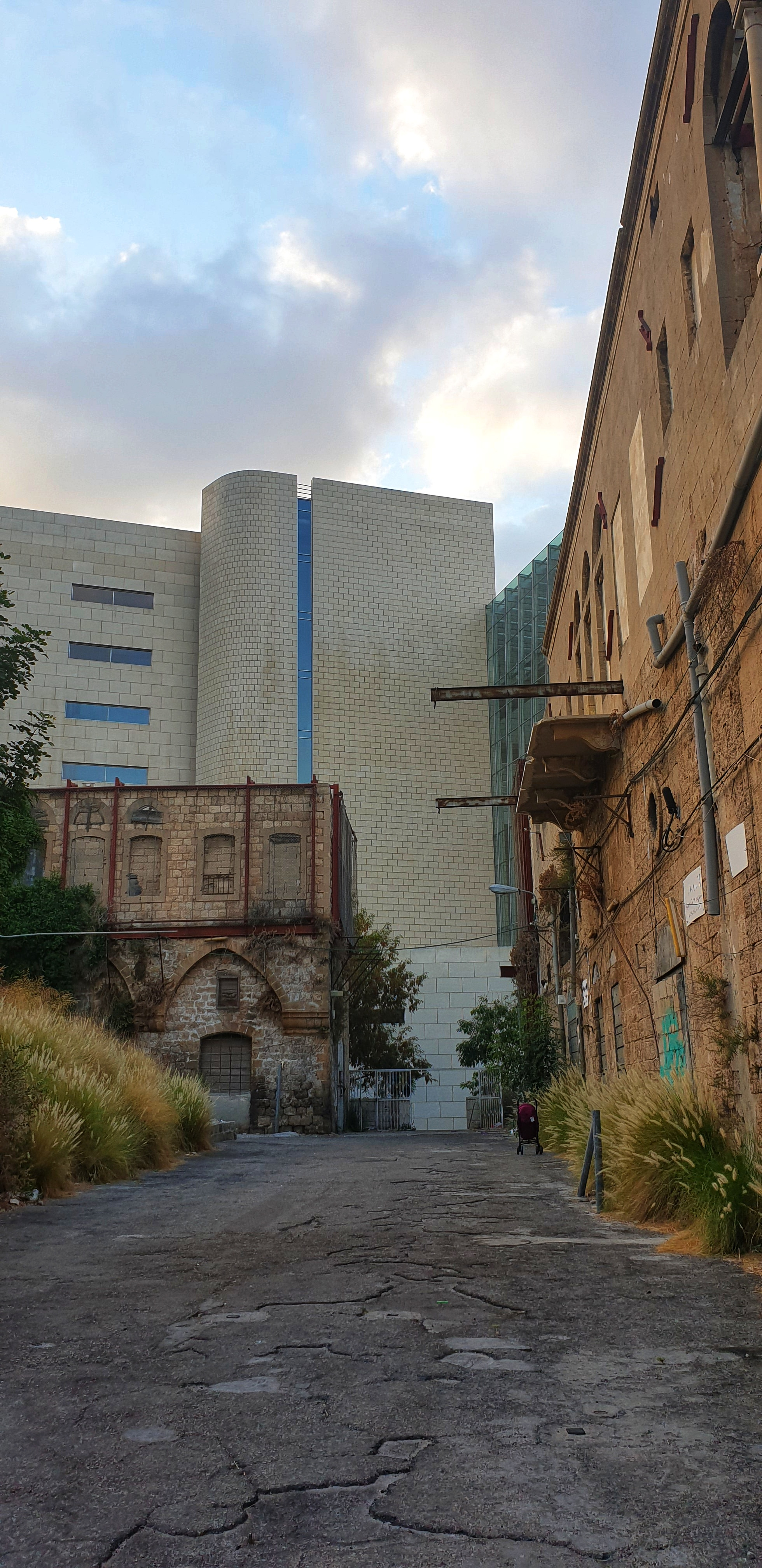
من احياء وادي صليب

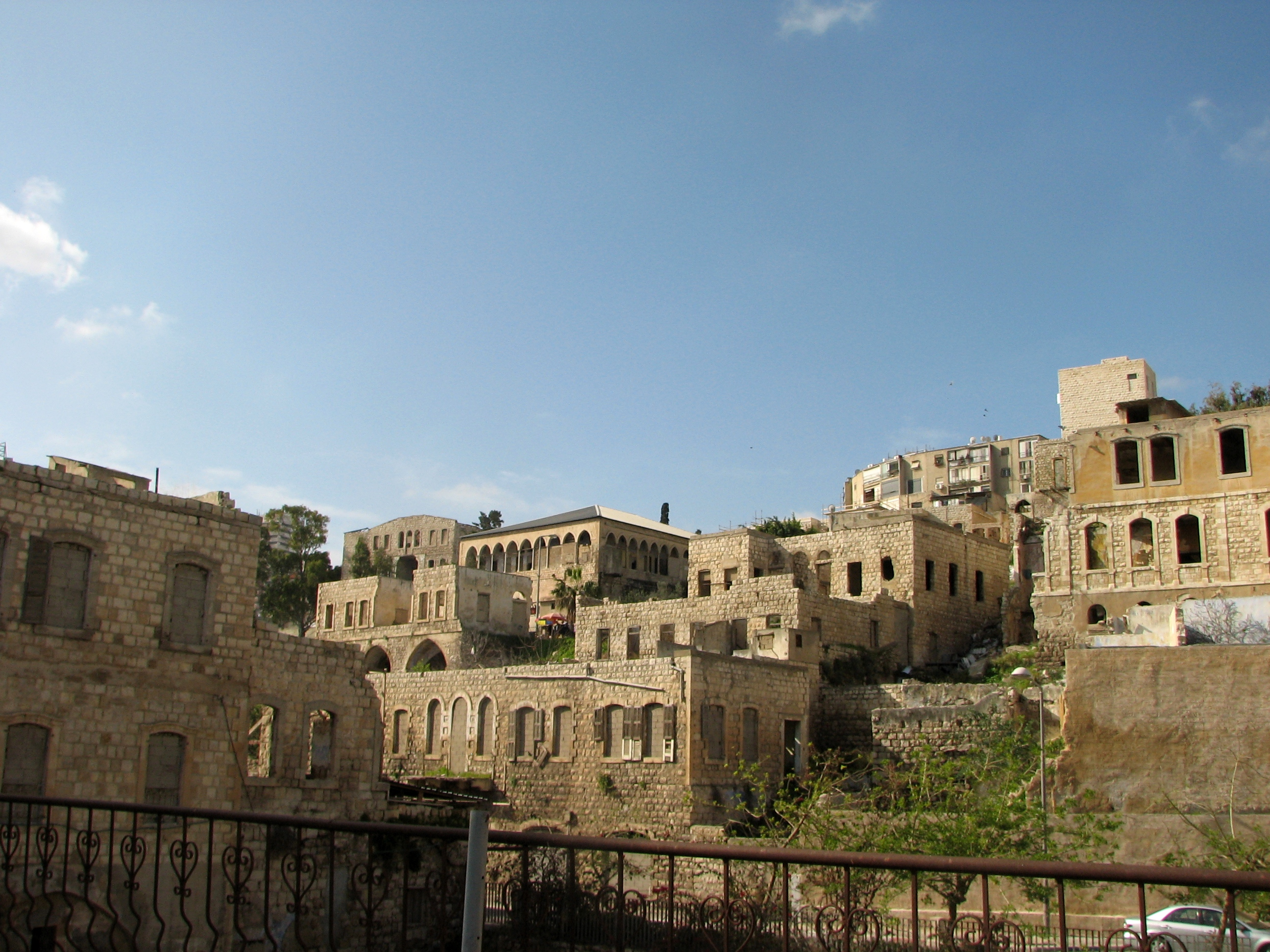
مباني مهجرة في وادي الصليب.

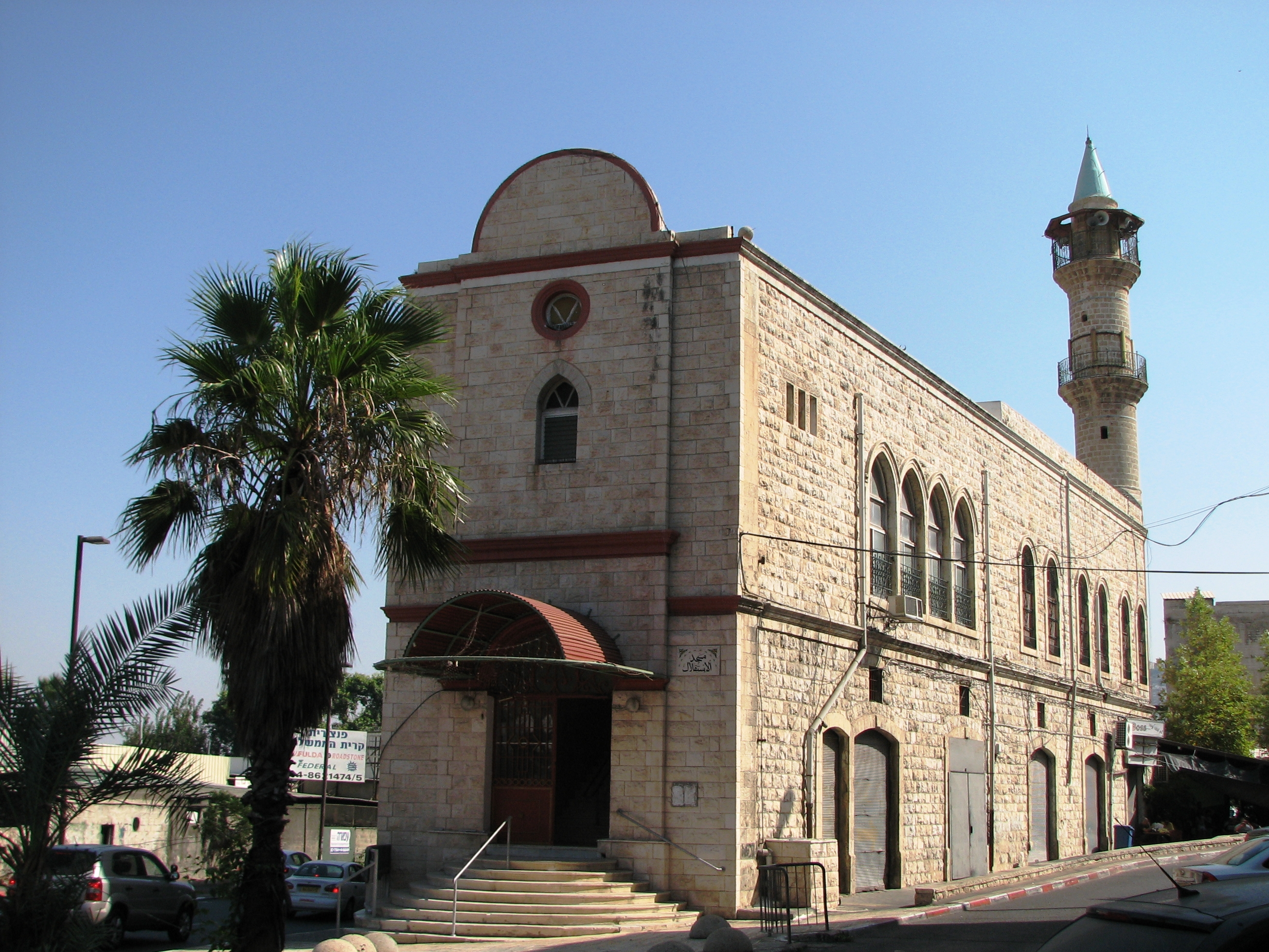
مسجد الإستقلال.

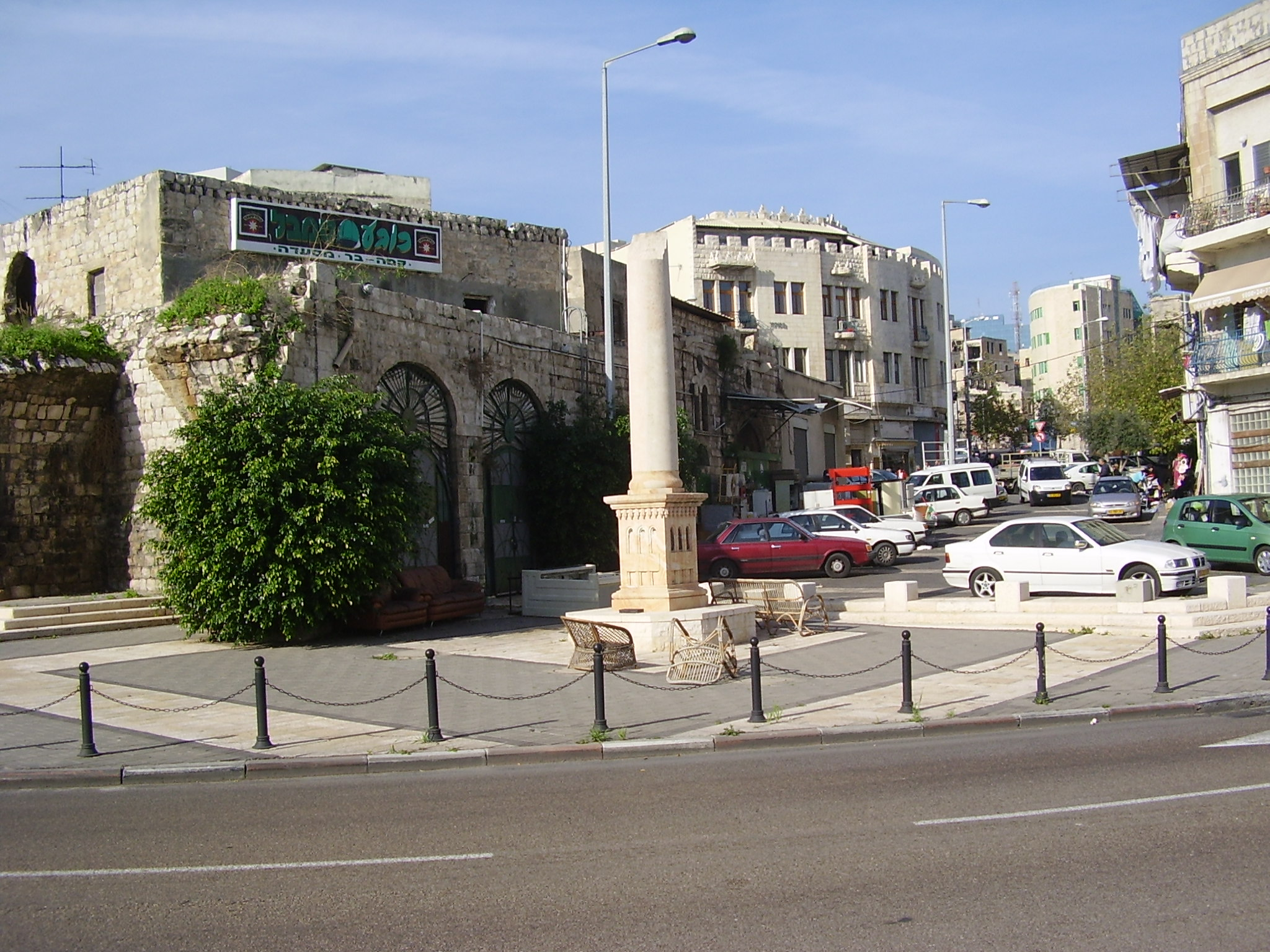
ساحة فيصل.

وادي الصليب (بالعبرية: ואדי סאליב) هو حي فلسطيني يقع في حيفا، أقيم خارج أسوار حيفا التاريخية إلى الجهة الشرقية. تمّ الشروع ببناء بيوته الأولى في نهاية القرن التاسع عشر في أعقاب الاكتظاظ السكاني في حيفا داخل الأسوار. وقد اتسع الحي مع مرور الزمن وسكنت فيه مئات العائلات العربية الفلسطينية أو السورية لقرب الحي من مصلحة السكك الحديدية والميناء ومن ثم المنطقة الصناعية التي أقامتها حكومة الإنتداب البريطاني. وصل عدد سكان هذا الحي مع عدد من الأحياء الصغيرة القريبة منه في فترة الانتداب وحتى وقوع النكبة إلى أكثر من عشرة آلاف فلسطيني. ويحتوي هذا الحي مقبرة الاستقلال وهي مقبرة فلسطينية إسلامية تاريخية تحتضن أضرحة شخصيات قيادية في تاريخ حيفا.
تعرّض الحي إلى قصف مكثف من مدفعية الهاغاناه خلال معركة حيفا، وبالتالي نزحت عنه عائلات كثيرة ريثما تهدأ الحالة، ثم نفذت الهاغاناه خطة المقص على كامل الأحياء العربية في حيفا ومن ضمنها هذا الحي، فتمّ ترحيل سكانه باتجاه الميناء أو البوابة الشرقية حيث جهزت وسائل النقل البحرية والبرية لنقل المهجرين والمرحلين إلى لبنان.
ولما تمّ تفريغ الحي من سكانه الأصليين أحضرت الهاغاناه والمؤسسات الصهيونية مئات العائلات اليهودية المهاجرة ووطنتها فيه. ولكن هؤلاء المهاجرون تعرّضوا إلى سياسات حكومة بن غوريون وبلدية حيفا التمييزية تجاههم لكون معظمهم من أُصول يهودية عربية وشرقية. فاندلع تمرد قاده عدد من شباب الحي للمطالبة بتحسين ظروفهم الحياتية إلا أن المؤسسة الرسمية واجهتهم بالقوة ورحلّت العائلات عن الحي ووزعتهم في أحياء مختلفة من المدينة كي لا يعودوا إلى فعلتهم التمردية.
وهكذا أصبح الحي فارغًا من السكان. إلى أن بادرت البلدية في مطلع الثمانينيات لوضع خطة تفصيلية لتحويل جزء من الحي إلى قرية للفنانين، إلا أن هذا المشروع باء بالفشل الذريع، وحاولت البلدية نقل بعض النشاطات الثقافية من الهادار والكرمل إلى الحي، ولكن هذه المحاولة لم تعش إلا فترة قصيرة.
وهكذا تحول الحي إلى أحد أكثر الأحياء المهملة في المدينة، وسُدت كافة البيوت فيه، إلى أن بدأ حارس أملاك الغائبين في مطلع القرن الحالي بعملية بيع عدد من العقارات لمستثمرين إسرائيليين ليقوموا بهدم البيوت القائمة وبناء مبان جديدة مكانها، أو ترميم بعض البيوت وإضافة طوابق عليها. وهكذا يشهد الحي سياسة طمس معالمه العربية الفلسطينية، وتشويه موقعه، إن كان ذلك بهدم بيوت وشق طرقات أو تغيير في أسماء شوارعه العربية.

## طالع أيضًا
- وادي النسناس
- وادي السياح
- الكبابير